# Мільдштедт
Мільдштедт (нім. Mildstedt) — громада в Німеччині, розташована в землі Шлезвіг-Гольштейн. Входить до складу району Північна Фризія. Складова частина об'єднання громад Нордзе-Трене.
Площа — 8,71 км2. Населення становить 3978 ос. (станом на 31 грудня 2020).